# Botswana-Langohrfledermaus
Die Botswana-Langohrfledermaus (Laephotis botswanae) ist ein im südlichen Afrika verbreitetes Fledertier in der Familie der Glattnasen. Das Typusexemplar stammt aus der Nähe von Shakawe im nördlichen Botswana.

## Merkmale
Die Exemplare werden mit Schwanz 88 bis 97 mm lang, die Schwanzlänge beträgt 39 bis 47 mm und das Gewicht liegt bei 5 bis 8 g. Die Art hat 30 bis 39 mm lange Unterarme, Hinterfüße von 7 bis 8 mm Länge und 17 bis 22 mm lange Ohren. Der Schwanz ist in die Schwanzflughaut eingebettet und wie bei allen Glattnasen ist kein Nasenblatt vorhanden. Die Haare der Oberseite weisen an der Wurzel einen etwa 6 mm langen schwarzbraunen Abschnitt auf und sind an den etwa 2 mm langen Spitzen mittelbraun, rotbraun oder hellbraun, was eine Färbung in verschiedenen Brauntönen ergibt. Bei den Haaren der Unterseite sind die ersten 4 mm schwarzbraun und die Spitzen cremefarben bis weiß. Der Kopf ist durch nackte braune Bereiche um die Schnauze sowie etwa dreieckige Ohren mit abgerundeten Spitzen gekennzeichnet. Diese können aufgerichtet oder bei Ruhephasen angelegt werden. Die Botswana-Langohrfledermaus hat dunkelbraune Flügel, die weiße Kanten aufweisen können und eine hellere leicht durchscheinende Schwanzflughaut. Unterschiede zu anderen Gattungsvertretern bestehen im abweichenden Details des Schädels.

## Verbreitung
Es sind mehrere disjunkte Populationen von der südlichen Demokratischen Republik Kongo und Malawi über Sambia, Botswana und Simbabwe bis ins östliche Namibia und nordöstliche Südafrika dokumentiert. Die Exemplare leben im Flach- und Bergland und halten sich in Savannen sowie Heidelandschaften mit Baumgruppen auf. Diese Fledermaus erreicht in Gebirgen 1700 Meter Höhe.

## Lebensweise
Meist werden Paare, die unter loser Baumrinde ruhen, registriert. Unter den heißen Mittagsstunden können die Tiere einen starren Zustand (Torpor) einnehmen. Die Botswana-Langohrfledermaus fliegt meist bis zu drei Meter über dem Erdboden und meidet größere Wasserflächen. Sie fliegt langsam mit verschiedenen Schwüngen und zickzackförmigen Manövern, jedoch ohne plötzliche Änderungen der Flughöhe. Je nach Jahreszeit zählen Schmetterlinge, Käfer, Köcherfliegen und andere Insekten zur Nahrung. Bei einer Studie waren die Rufe zur Echoortung 3 bis 5 Millisekunden lang mit einer Startfrequenz von 60 bis 72 kHz und einer Endfrequenz von 29 bis 33 kHz. Die stärkste Intensität wurde zum Ende des Rufes erreicht. Eine andere Untersuchung registrierte 7 bis 8 Millisekunden lange Rufe mit einer Startfrequenz von 47 bis 49 kHz sowie einer Endfrequenz von 32 bis 33 kHz.
Zwei Weibchen hatten im Dezember aktive Milchdrüsen. Fast ausgewachsene Jungtiere sind aus dem Januar und Februar bekannt. Vermutlich erreichen Weibchen die Geschlechtsreife innerhalb eines Jahres.

## Gefährdung
Auch wenn die Botswana-Langohrfledermaus selten gesichtet wird, scheinen keine Bedrohungen vorzuliegen. Die IUCN listet die Art als nicht gefährdet (least concern).